# Chefinspektor Kaga – Flughafenpolizei Tokio
Chefinspektor Kaga – Flughafenpolizei Tokio (jap. 大空港, Daikūkō, dt. „Großflughafen“) ist eine japanische Fernsehserie, die von 1978 bis 1980 gesendet wurde.

## Handlung
Es handelt sich um eine Krimireihe mit entsprechend genretypischen Handlungs- und Darstellungsmerkmalen. Inhalt der Episoden mit einer Spielzeit von jeweils 45 Minuten sind fiktive Fälle aus der Arbeit der Flughafenpolizei in Tokio und Schicksale und Begebenheiten unter den Reisenden. Der Darsteller der Titelfigur Hiroyuki Kaga ist Kōji Tsuruta.

## Ausstrahlung
Die deutsche Erstausstrahlung erfolgte am 18. Mai 1983 unter dem Titel Fahndung: Flughafenpolizei Tokio im Fernsehen der DDR (Sender DDR1). Weitere 23 Episoden wurden im DDR-Fernsehen (DDR1 und DDR2) bis Juni 1987 in unregelmäßigen Abständen gesendet. Die Reihe war beim Fernsehpublikum in der DDR außerordentlich populär. Von 1988 bis 1990 strahlte auch RTLplus die Reihe aus, davon zwei Folgen in deutscher Erstaufführung.

## Synchronisation
Die deutsche Synchronisation erfolgte vom DEFA-Studio für Synchronisation, Ost-Berlin.
Das Dialogbuch für  schrieben Eberhard Richter, Wolfgang Woizick, Werner Klünder und Hannelore Fabry. Für die Dialogregie waren Hasso Zorn, Thomas Kästner, Dagmar Richter und Klaus-Michael Lura verantwortlich.
| Rolle           | Darsteller         | Synchronsprecher |
| --------------- | ------------------ | ---------------- |
| Hiroyuki Kaga   | Kōji Tsuruta       | Karl Sturm       |
| Noriko Kamisaka | Nagisa Katahira    | Margrit Manz     |
| Noriko Kamisaka | Nagisa Katahira    | Ingrid Schwienke |
| Saburō Koinuma  | Masatoshi Nakamura | Thomas Wolff     |
| Tateno          | Fujita Okamoto     | Dieter Memel     |
| Yabushita       | Kunie Tanaka       | Viktor Deiß      |
| Kaibara         | Kenji Takaora      | Detlef Bierstedt |
| Kaibara         | Kenji Takaora      | Joachim Kaps     |

## DVD-Veröffentlichung
Im März und Mai 2023 erscheinen von Pidax Serien-Klassiker zwei DVD-Boxen mit jeweils 13 Episoden der Serie. 